# Наджран
Наджран (араб. نجران, раніше Аба-ес-Сууд) — місто на південному заході Саудівської Аравії. Адміністративний центр однойменного адміністративного округу.

## Історія
В давнину Наджран був значущим центром виробництва ладану і смирни. Через місто проходив торговий шлях, відомий як «шлях пахощів», який пов'язував південь Аравійського півострова з різними областями Середземномор'я та Месопотамії.
В 25 до н. е. місто було захоплене римським полководцем Елієм Галлом, який здійснював похід за дорученням імператора Октавіана.

### Християнська громада
У період з VI по першу половину VII століття в Наджрані існувала велика християнська громада. В 517 році місто було захоплене юдейським царем Хим'яру Юсуфом Зу-Нувасом, при цьому зі страху перед зростаючим впливом християнської Ефіопії було вбито безліч городян, які сповідують християнство (це вбивство мирних жителів Наджрана засуджується в Корані — див. Асхаб аль-Ухдуд). В 623 році Наджран був захоплений полководцем і сподвижником Мухаммада Халідом ібн аль-Валідом. На десятий рік хіджри пророка Мухаммеда відвідала делегація з 14 наджранських християн, яким дозволили помолитися в мечеті. Підсумком візиту і релігійного диспуту стала угода між мусульманами і християнами Наджрану, яке діяло при Мухаммеді і Абу Бакрі. Але вже в період правління другого ісламського халіфа Умара ібн Хаттаба християни, які залишилися в місті, були вислані з Аравії.

### Єврейська громада
Євреї жили в Наджрані ще до завоювання міста мусульманами. Після нього євреї, які проживали в місті, мали право носити зброю, а також користувалися рядом цивільних прав. Деякі з них займалися скотарством і землеробством і були звільнені від сплати джизії. В 1934 році, після входження міста до складу королівства Саудівська Аравія, єврейське населення почало піддаватися переслідуванням, що призвело до втечі близько 200 євреїв Наджрана в Аден. Біженці були розміщені в таборі Хашид, а потім, повітрям, були перекинуті в Ізраїль.

## Географія
Місто знаходиться в південно-західній частині провінції, поблизу кордону з Єменом, на висоті 1293 метри над рівнем моря. Наджран розташований на відстані приблизно 807 кілометрів на південний південний захід (SSW) від столиці країни Ер-Ріяда.

### Клімат
Місто знаходиться у зоні, котра характеризується кліматом тропічних пустель. Найтепліший місяць — липень із середньою температурою 32.2 °C (90 °F). Найхолодніший місяць — січень, із середньою температурою 17.8 °С (64 °F).
| Клімат Наджрана         | Клімат Наджрана | Клімат Наджрана | Клімат Наджрана | Клімат Наджрана | Клімат Наджрана | Клімат Наджрана | Клімат Наджрана | Клімат Наджрана | Клімат Наджрана | Клімат Наджрана | Клімат Наджрана | Клімат Наджрана | Клімат Наджрана |
| Показник                | Січ.            | Лют.            | Бер.            | Квіт.           | Трав.           | Черв.           | Лип.            | Серп.           | Вер.            | Жовт.           | Лист.           | Груд.           | Рік             |
| Абсолютний максимум, °C | 37              | 35              | 38              | 40              | 42              | 40              | 42              | 40              | 38              | 36              | 37              | 37              | 42              |
| Середній максимум, °C   | 23              | 25              | 28              | 31              | 34              | 36              | 37              | 36              | 34              | 29              | 26              | 23              | 30              |
| Середня температура, °C | 17              | 20              | 23              | 26              | 30              | 31              | 32              | 32              | 28              | 23              | 20              | 17              | 25              |
| Середній мінімум, °C    | 11              | 14              | 18              | 21              | 25              | 26              | 27              | 27              | 23              | 17              | 13              | 12              | 20              |
| Абсолютний мінімум, °C  | 0               | −2              | 7               | 8               | 7               | 13              | 20              | 17              | 7               | 1               | −2              | 0               | −2              |
| Днів з дощем            | 1               | 2               | 3               | 6               | 2               | 0               | 1               | 2               | 0               | 0               | 0               | 2               | 19              |
| ----------------------- | --------------- | --------------- | --------------- | --------------- | --------------- | --------------- | --------------- | --------------- | --------------- | --------------- | --------------- | --------------- | --------------- |
| Джерело: Weatherbase    |                 |                 |                 |                 |                 |                 |                 |                 |                 |                 |                 |                 |                 |

## Населення
За даними перепису 2010 року чисельність населення Наджрана становила 298288 осіб. Динаміка чисельності населення міста по роках:
| 1 992 | 2004   | +2010  |
| ----- | ------ | ------ |
| 90983 | 246880 | 298288 |

В етнічному складі населення переважають представники арабського племені Бану Йам. У конфесійному складі переважають ісмаїліти.

## Освіта
На території міста знаходяться Університет Наджрану, технологічний коледж, 560 державних і 10 приватних шкіл.

## Спорт
У місті базується ряд футбольних клубів:
- Аль-Окдод (نادي الأخدود), заснований в 1975 році,
- Шарора (نادي شرورة), заснований в 1975 році,
- Наджран (نادي نجران), заснований в 1980 році.